# Sant Miquel de Mont-roig del Camp
Sant Miquel de Mont-roig del Camp és una església amb elements neoclàssics i romàntics de Mont-roig del Camp (Baix Camp) protegida com a Bé Cultural d'Interès Local.

## Descripció
Edifici de grans proporcions, sense finalitzar a la part inferior de la façana. L'església té tres naus amb capelles laterals i un deambulatori.
A la conca absidal hi ha pintures al fresc d'una certa qualitat artística.

## Història
Església nova, iniciada a principis del segle xix en substitució de l'anterior situada al carrer Major.